# Luis Ángel González Macchi
Luis Angel Gonzalez Macchi (ur. 13 grudnia 1947 w Asunción) – paragwajski polityk i prawnik, działacz Partii Colorado, przewodniczący senatu w latach 1998–1999, prezydent Paragwaju od 29 marca 1999 do 15 sierpnia 2003, objął stanowisku po ustąpieniu prezydenta Raula Cubasa Grau.